# XXX Liceum Ogólnokształcące im. ks. bpa Ignacego Krasickiego
XXX Liceum Ogólnokształcące im. ks. biskupa Ignacego Krasickiego – łódzka szkoła ponadpodstawowa mieszcząca się przy ulicy Sowińskiego 50/56.

## Historia
XXX Liceum Ogólnokształcące rozpoczęło swoją działalność edukacyjną 1 września 1962 roku, a jego pierwszą dyrektorką została mianowana mgr Halina Matulowa. W roku szkolnym 1962/1963 szkoła liczyła osiem oddziałów, a naukę w niej rozpoczęło 299 uczniów. Od początku swojego istnienia XXX Liceum Ogólnokształcące postawiło na edukację humanistyczną, sportową i uspołecznienie młodzieży. Stąd działalność Koła Przyjaciół Teatru, Szkolnego Koła Teatralnego TFU-RCY, sukcesy najlepszej na Bałutach Spółdzielni Uczniowskiej „Tęcza” i stuosobowego chóru mieszanego, opieka nad miejscami pamięci narodowej i liczne osiągnięcia w dziedzinie sportu (I miejsce w Łodzi w usportowieniu szkół). Przez pięćdziesiąt lat swojego istnienia szkoła doczekała się wielu finalistów i laureatów olimpiad przedmiotowych (Olimpiada Języka Łacińskiego, Biologiczna, Historyczna, Filozoficzna, Języka Niemieckiego, Języka Francuskiego, Ekologiczna) oraz zwycięzców konkursów przedmiotowych i artystycznych. 
W latach osiemdziesiątych w XXX LO powstało i działało Niezależne Zrzeszenie Uczniów Szkół Średnich Łodzi.
Od 1972 roku działa przy XXX LO Stowarzyszenie Absolwentów, które zyskało status prawny w 2002 roku. 
Obecna działalność szkoły nastawiona jest na bliską współpracę ze środowiskiem lokalnym. XXX LO współpracuje ściśle między innymi z Radą Osiedla, Caritasem, Miejskim Ośrodkiem Pomocy Społecznej, Wojskową Komendą Uzupełnień, Strażą Miejską czy Strażą Pożarną. Usportowieniu młodzieży służy Orlik, siłownia, sala do tenisa stołowego i wyremontowana sala gimnastyczna, a podnoszeniu poziomu wiedzy – pracownie przedmiotowe i szkolne centrum multimedialne.
W maju 2018 nastąpiła przeprowadzka szkoły z siedziby przy ul. Obornickiej do budynku przy ul. Sowińskiego.
Do początku lat 90. szkoła nosiła imię działacza komunistycznego – Janka Krasickiego.

## Niezależne Zrzeszenie Uczniów Szkół Średnich Łodzi
Niezależne Zrzeszenie Uczniów Szkół Średnich Łodzi powołano, by wypracować metody współdziałania młodzieży szkół średnich w tworzeniu programu dydaktyczno-wychowawczego oraz bronić interesów uczniowskich. W skład Komitetu Założycielskiego weszli: Bożena Bednarek, Joanna Bodalska, Małgorzata Bujacz, Michał Brzozowski, Dariusz Drewnicz, Grzegorz Nowak, Jarosław Papis, Marcin Paszkowski, Andrzej Siciński, Tomasz Gaduła-Zawratyński. W uczniowskim zrzeszeniu działało ponad 30 młodych uczniów łódzkich szkół średnich. W czasie kryzysu bydgoskiego w marcu 1981, jego członkowie – uczniowie XXX LO – byli łącznikami między Zarządem Regionu „Solidarności” a nauczycielami tej szkoły, przygotowującymi się do strajku generalnego.
Pod koniec kwietnia 1981 przekształciło się w Niezależny Ruch Uczniów Szkół Średnich. Podjęto decyzję o wydawaniu Biuletynu Informacyjno-literackiego „Kormorany” – pierwszy numer ukazał się w maju. Działacze zrzeszenia byli również czynnymi działaczami Ruchu Młodej Polski, Konfederacji Polski Niepodległej, KSS „KOR”. Kolportowali książki i czasopisma drugiego obiegu, m.in. „Bratniaka” (RMP), „Drogę” (KPN), „Opinię” (ROPCiO). Współpracowali z Wydawnictwem „Młoda Polska” i Studencką Oficyną Wydawniczą NZS UŁ „Paragraf”.
We wrześniu 1981 roku szefem zrzeszenia został Marek Budzisz. Opracowano program działania, przedstawiono postulaty uczniowskie.
Po 13 grudnia członkowie zrzeszenia uczestniczyli w manifestacjach przeciwko wprowadzeniu stanu wojennego, pomagali organizować podziemne struktury.
W latach 80. działacze uczniowskiego zrzeszenia studiowali na Uniwersytecie Łódzkim, Akademii Medycznej, Uniwersytecie Warszawskim. Działali w podziemnych strukturach, nielegalnym NZS i za zgodą podziemnych władz NZS w legalnym samorządzie studenckim.
Służba Bezpieczeństwa inwigilowała działaczy zrzeszenia, zastraszała, utrudniała – jak w przypadku M. Paszkowskiego, J. Papisa, M. Budzisza – ukończenie liceum. J. Papisa wyrzucono z XXX LO, maturę zdał w XXVIII LO. M. Brzozowski na znak protestu przeciwko wprowadzeniu stanu wojennego nie przystąpił do matury. Przeciwko Markowi Budziszowi śledztwo prowadziła Prokuratura Wojskowa w Łodzi. Donoszono na działaczy zrzeszenia. Teczki, z którymi niektórzy się zapoznali, zawierają szczegółowe opisy działań i zdarzeń.
19 marca 2010 działacze NZUSŚ w Łodzi – Tomasz Gaduła-Zawratyński i Dariusz Drewnicz zostali odznaczeni przez prezydenta Rzeczypospolitej Polskiej Lecha Kaczyńskiego Orderami Odrodzenia Polski za wybitne zasługi w działalności na rzecz przemian demokratycznych.

## Dyrektorzy
- Halina Matulowa, 1962–1981
- Michał Szymaniak, 1981–1990
- Elżbieta Szymańska, 1990–1997
- Tadeusz Maciaszek, 1997–2006
- Ewa Dudkiewicz, 2006–2022
- Katarzyna Stroynowska-Kowalska, od 2022

## Nauczyciele
- Marcin Józefaciuk
- Krystyna Kowalczyk

## Absolwenci
- Marek Czuku
- Maciej Góraj
- Idaliana Kaczor
- Ewa Lemańska
- Sylwester Pawłowski
- Maria Probosz
- Ewa Śnieżanka
- Zbigniew Żmudzki

## Literatura przedmiotu
- 40 lat XXX Liceum Ogólnokształcącego, Łódź 2002
- Ignacy Krasicki patronem naszej szkoły. Biuletyn z okazji nadania XXX-mu Liceum Ogólnokształcącemu imienia ks. bp. Ignacego Krasickiego, Łódź 1998.